# Saint-Julien-Molin-Molette
Saint-Julien-Molin-Molette là một xã trong tỉnh Loire miền trung nước Pháp.